# Nicola Minichiello
Nicola Louise Gautier-Minichiello (ur. 21 marca 1978 w Sheffield) – brytyjska bobsleistka, dwukrotna medalistka mistrzostw świata.

## Kariera
Pierwszy sukces w karierze Nicola Minichiello osiągnęła w 2005 roku, kiedy wspólnie z Jackie Davies wywalczyła srebrny medal w dwójkach podczas mistrzostw świata w Calgary. W tej samej konkurencji wywalczyła także złoty medal na mistrzostwach świata w Lake Placid w 2009 roku, gdzie startowała w parze z Gillian Cooke. Był to pierwszy w historii złoty medal dla Wielkiej Brytanii w tej konkurencji. W sezonie 2008/2009 Minichiello zajęła trzecie miejsce w klasyfikacji generalnej Pucharu Świata dwójek kobiet. W 2002 roku wystartowała na igrzyskach olimpijskich w Salt Lake City, zajmując dwunaste miejsce. Na rozgrywanych cztery lata później igrzyskach w Turynie była dziewiąta, a podczas igrzysk olimpijskich w Vancouver w 2010 roku nie ukończyła rywalizacji.